# Carl Yngvar Christensen
Carl Yngvar Christensen, född 1990,  är en norsk styrkelyftare som tävlar i utrustat styrkelyft som tidigare haft världsrekordet med 1230 kilo.

## Personbästa
Knäböj - 490 kilo 
Bänkpress - 350 kilo
Marklyft - 390 kilo 
Totalt - 1230 kilo